# Ашурбеков, Аждар-бек
Хаджи Ибрагим Аждар-бек Ашурбеков (азерб. Hacı İbrahim Əjdər bəy Aşurbəyov; 1858, Баку, Шемахинская губерния — 1923, Баку) — бакинский нефтепромышленник и меценат, представитель азербайджанского рода Ашурбековых.

## Биография
Аждар-бек Ашурбеков родился в 1858 году в семье Мусахан-бека Ашурбекова.
Будучи состоятельным местным дворянином, Ашурбеков в начале октября 1888 года находился среди приветствовавших императора Александра III по случаю его прибытия в Баку. 
В конце XIX века Ашурбеков занялся нефтяной отраслью, став миллионером после того, как в 1893 году в его имениях в Сабунчах в одной из его скважин пробил нефтяной фонтан. После этого случая Ашурбеков приобрёл ещё 5 нефтяных скважин. Управлением двумя из них Аждар бек занимался непосредственно сам. Две скважины Ашурбеков сдал внаём по чартеру братьям Нобель, одну — фирме «С. М. Шибаев».
Аждар бек Ашурбеков являлся членом «Комитета по нефтяным делам» при губернаторе. Как и другие нефтепромышленники дореволюционного Баку, Ашурбеков также занимался общественной деятельностью, играя значительную роль в социальном и культурном развитии города. В 1912—1913 годах на средства Ашурбекова в Баку по проекту гражданского инженера Зивер-бека Ахмедбекова напротив нового базара строится Голубая мечеть. Расположенная сегодня на улице Самеда Вургуна напротив Парка офицеров эта мечеть известна среди жителей города, как мечеть Аждар-бека. 
Аждарбек Ашурбеков — яркий представитель династии Ашурбековых. Благодаря уму, авторитету и большому состоянию он был очень уважаемым человеком среди местной и российской знати. 
Скончался в 1923 году. Похоронен во дворе построенной им же Голубой мечети в Баку.

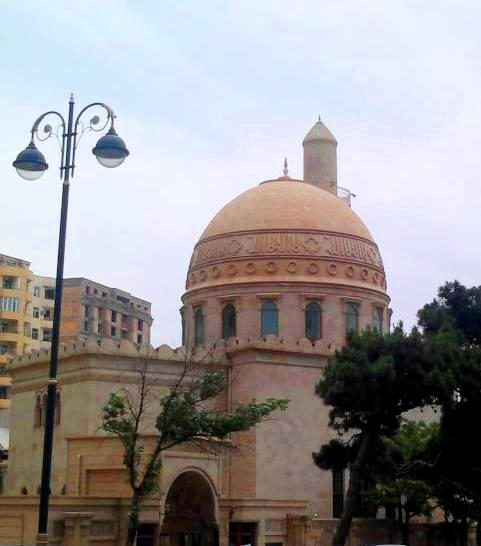
Построенная на средства Аждар-бека Ашурбекова мечеть в Баку